# Єшлик (футбольний клуб)
Футбольний клуб Єшлик (Туракурган) або просто «Єшлик» — узбецький професіональний футбольний клуб з міста Туракурган Наманганської області.

## Попередні назви
- 1980—1984 — «Єшлик»;
- 1990—1991 — «Єшлик»;
- 1992—1995 — «Бахт»;
- 1999—  — «Єшлик».

## Історія
Футбольний клуб «Єшлик» було засновано в 1980 році в місті Туракурган Наманганської області. За радянських часів кращим досягненням клубу було 6-те місце в 7-ій зоні Другої ліги Чемпіонату СРСР з футболу 1983 року. За часів назалежності найкращим результатом клубу було третє місце в Першій лізі Чемпіонату Узбекистану з футболу 1992 року.

## Досягнення
- Перша ліга Чемпіонату Узбекистану
  -  Бронзовий призер (1): 1992